# Revezamento da tocha dos Jogos Olímpicos de Verão de 2024
O revezamento da Tocha dos Jogos Olímpicos de Verão de 2024 se iniciou em 16 de abril de 2024 e se encerrou em 26 de julho do mesmo ano, no dia da cerimônia de abertura da competição. Depois de ser acesa em Olímpia, na Grécia, a tocha viaja por este país por uma semana, até chegar ao Estádio Panatenaico em Atenas, aonde deve ser entregue ás autoridades francesas.
Logo após, a tocha deve ser transportada através do veleiro Belém, atravessando o Mar Mediterrâneo até chegar em Marselha, passando pela região sudoeste da França, até chegar em comunas francesas como Nice, Bretanha e Antilhas. Após Nice, a tocha é transportada para os territórios ultramarinos como Guadalupe, Guiana Francesa, Martinica, Polinésia Francesa e Reunião, até retornar á França.

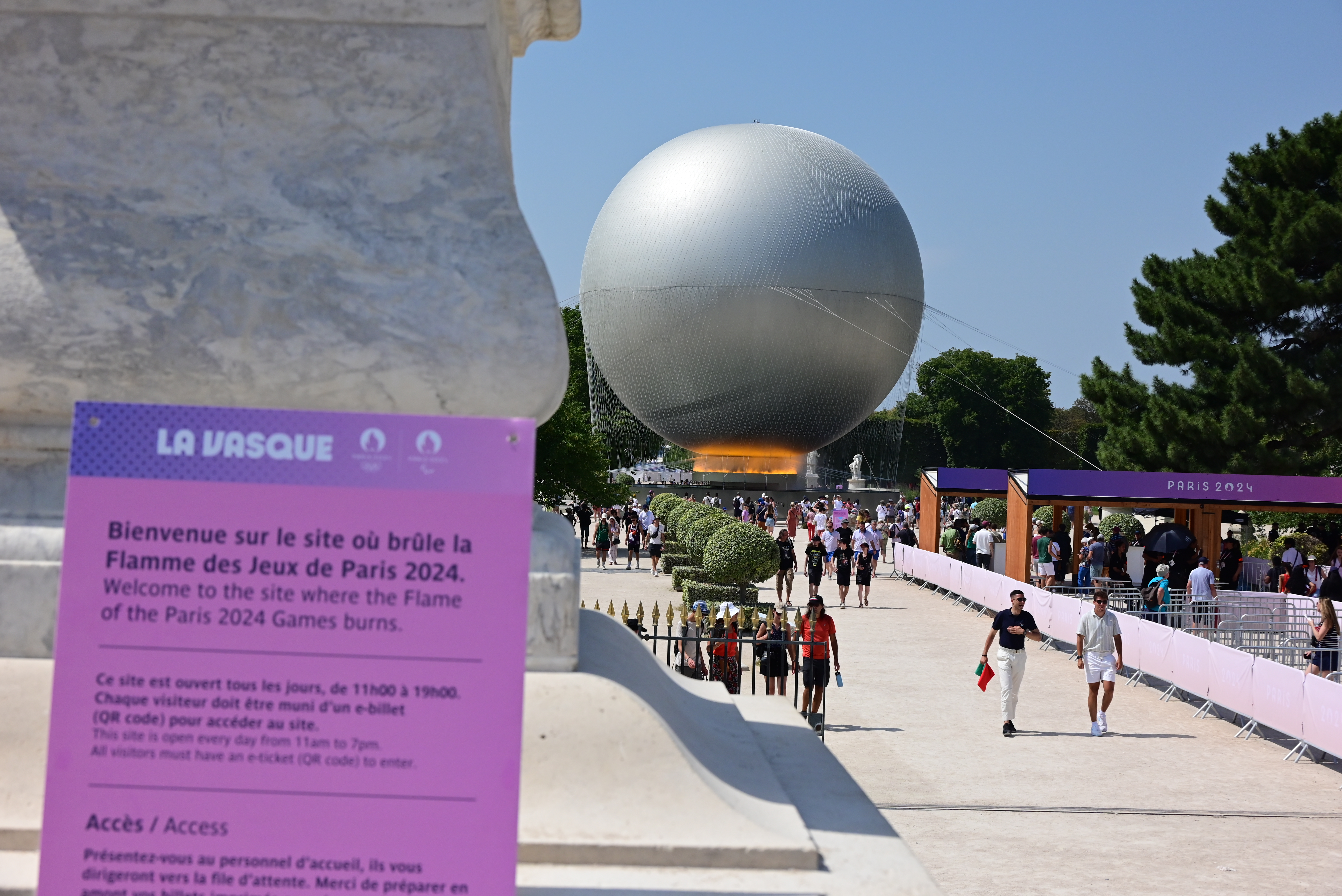
Sitio do Caldeirão olímpico 2024, jardin des Tuileries en Paris.

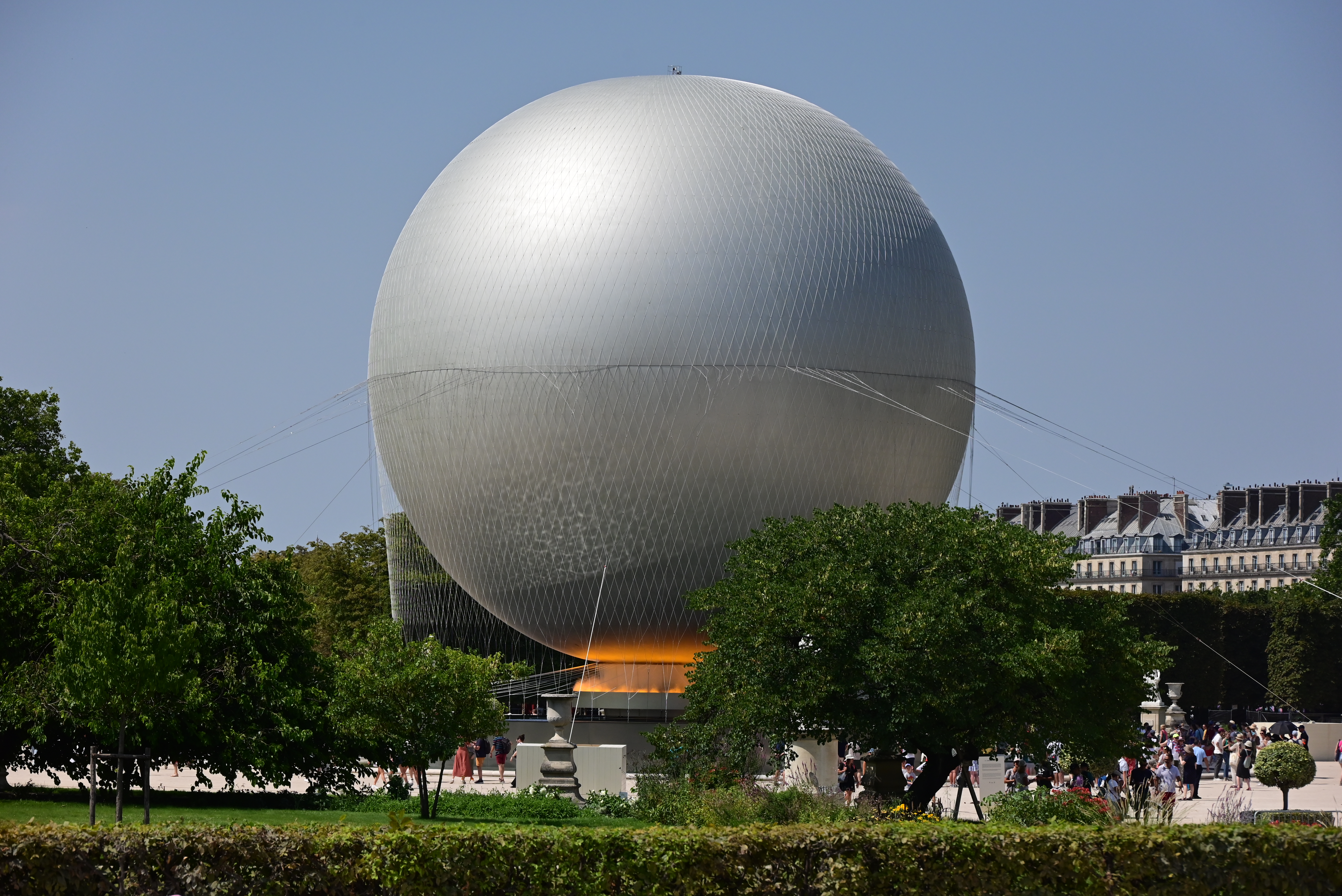
Caldeirão olímpico 2024, jardin des Tuileries en Paris.

Ao todo, mais de 400 cidades receberam a tocha olímpica em 80 dias, com 65 tendo destaque, incluindo a própria sede dos jogos, no caso, Paris.

## Percurso
O mapa oficial contendo alguns itinerários da passagem da tocha foi divulgado em 23 de junho de 2023.

Itinerário da tocha olímpica

### Grécia

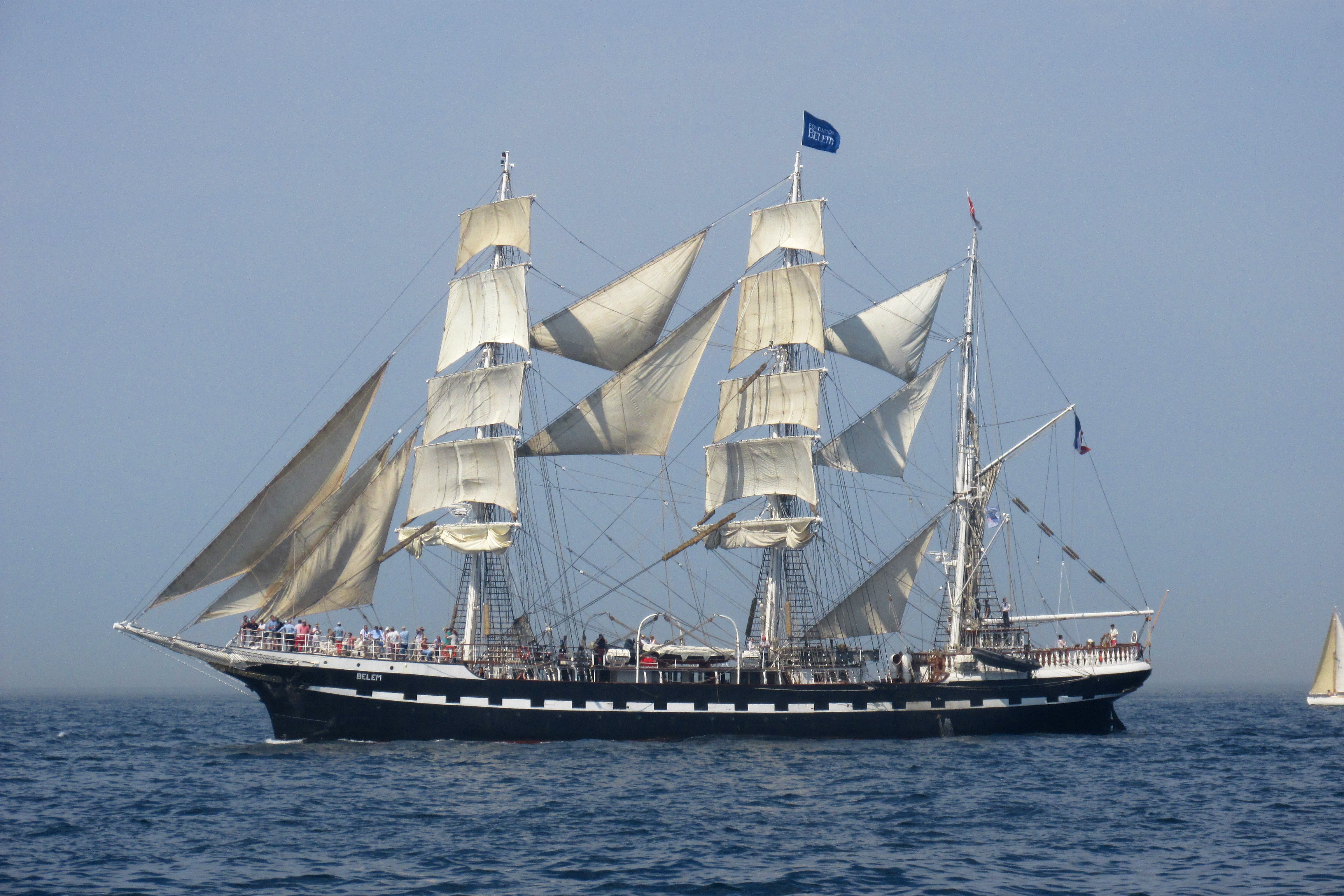
Veleiro Belém, responsável por transportar a tocha olímpica até a cidade de Marselha.

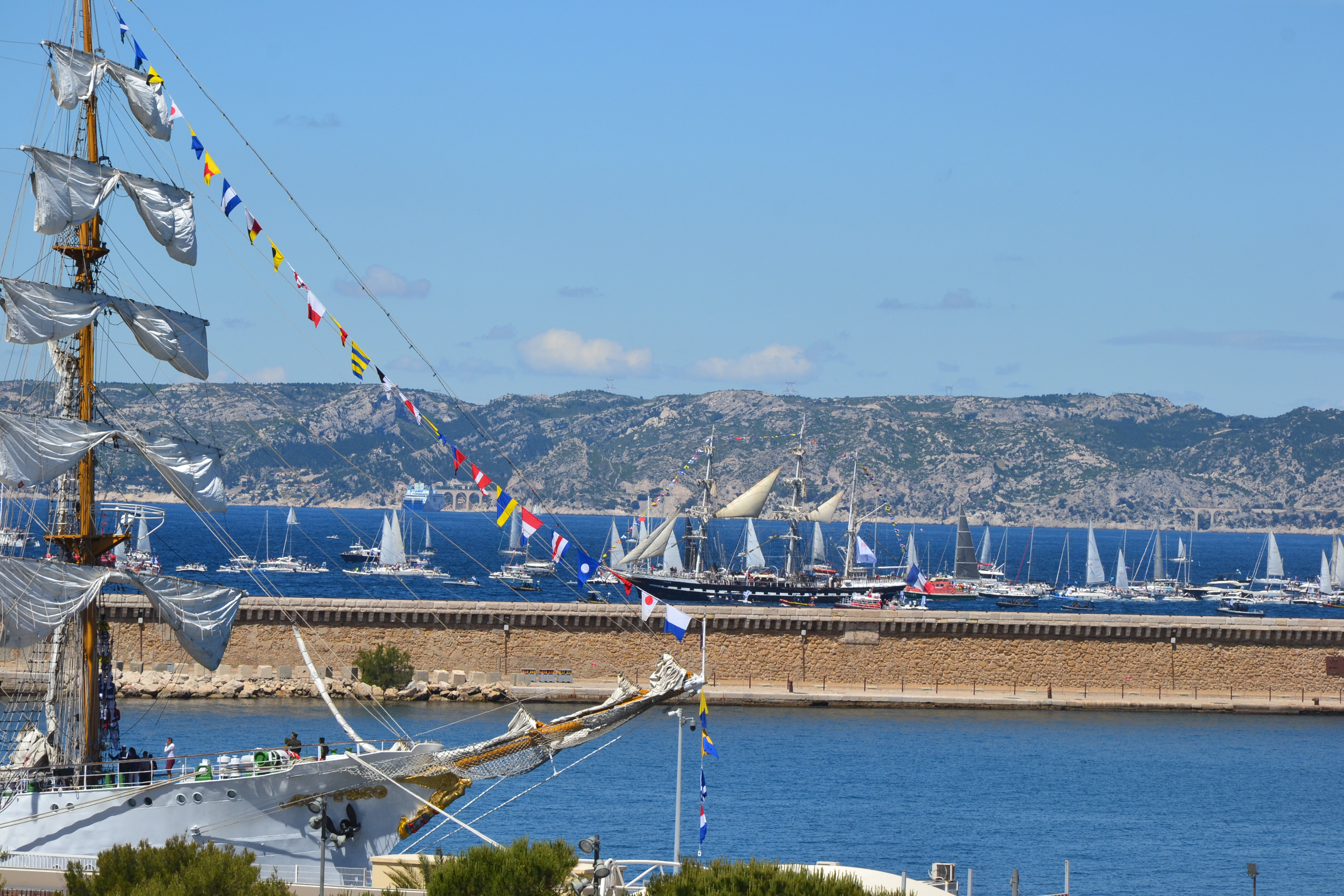
Chegada da tocha olímpica à Marselha, acompanhada de várias embarcações. O Veleiro contém as bandeiras de todas as nações participantes das olímpiadas.

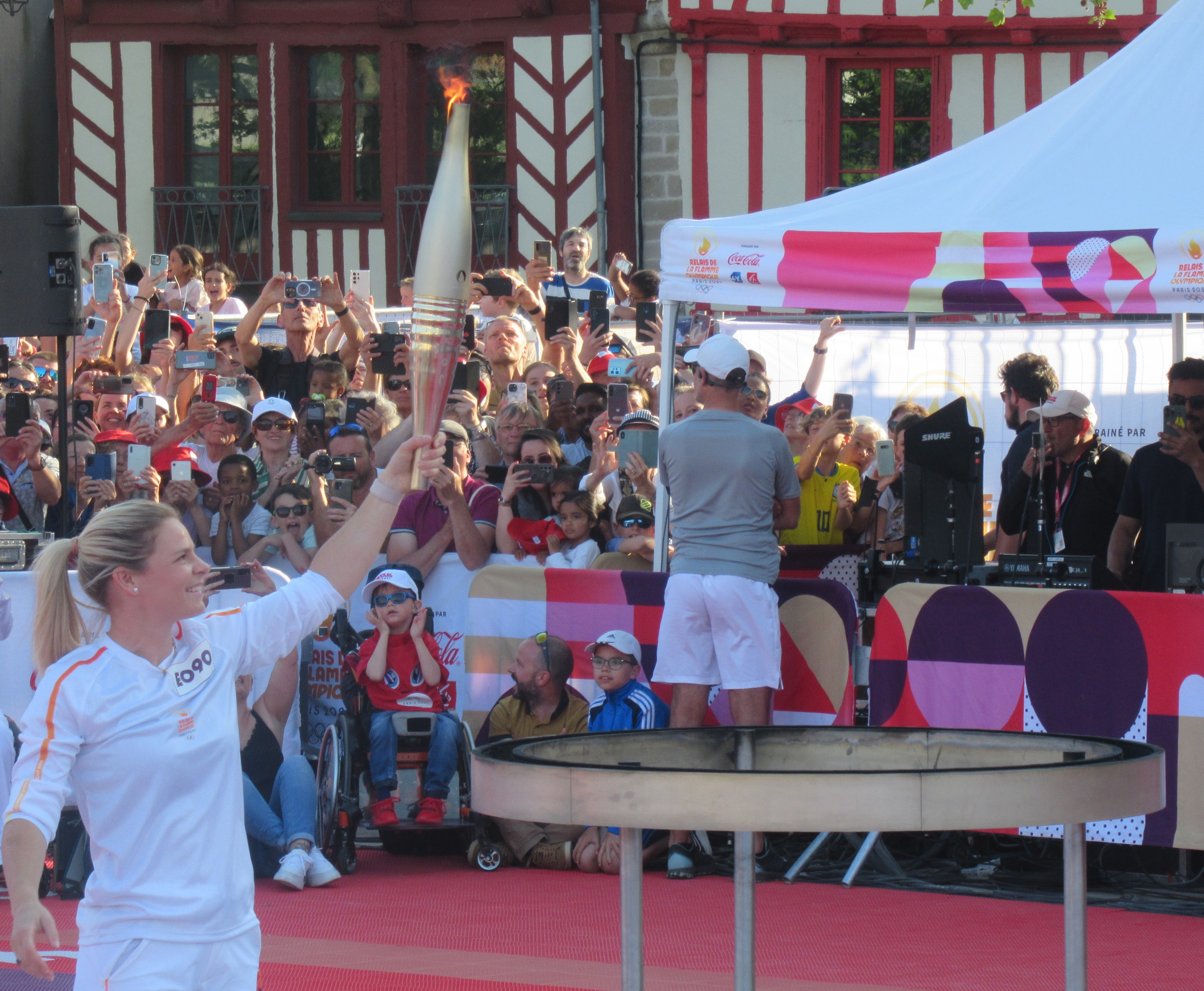
A atacante da seleção francesa, Eugénie Le Sommer, com a tocha nas mãos após o revezamento em Vannes.

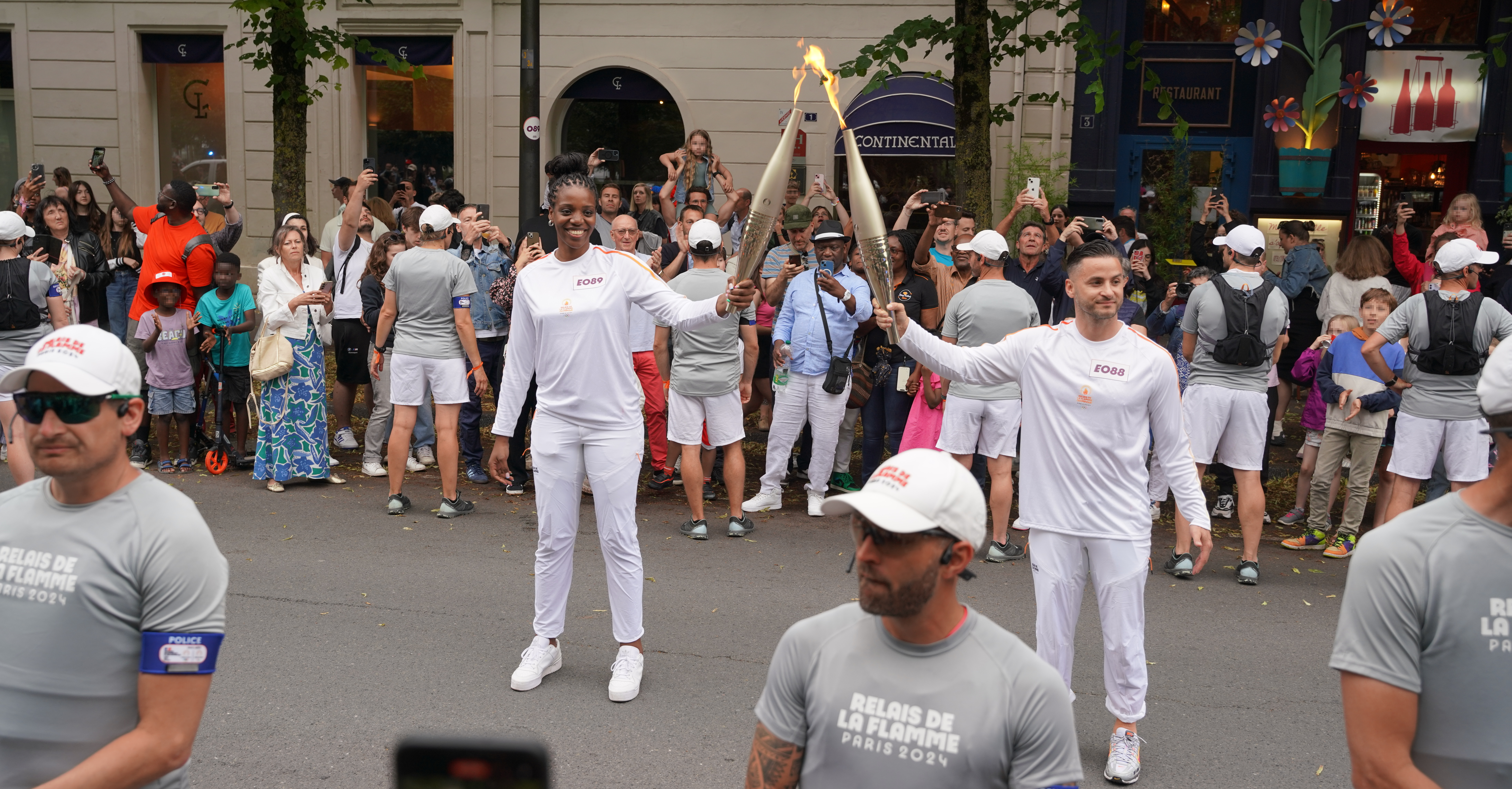
Endéné Miyem, Reims.

| País                                                           | Cidade ou local                   |
| 16 de Abril                                                    | 16 de Abril                       |
| -------------------------------------------------------------- | --------------------------------- |
| Grécia                                                         | Olímpia                           |
| Grécia                                                         | Amaliada                          |
| Grécia                                                         | Elis                              |
| Grécia                                                         | Gastouni                          |
| Grécia                                                         | Pírgos                            |
| Grécia                                                         | Zacharo                           |
| Grécia                                                         | Filiatra                          |
| Grécia                                                         | Pilos                             |
| 17 de abril                                                    |                                   |
| Grécia                                                         | Pilos                             |
| Grécia                                                         | Modon                             |
| Grécia                                                         | Koroni                            |
| Grécia                                                         | Trípoli                           |
| Grécia                                                         | Micenas                           |
| Grécia                                                         | Náuplia                           |
| Grécia                                                         | Pireu                             |
| Grécia                                                         | Porto do Piraeus                  |
| 18 de abril                                                    |                                   |
| Grécia                                                         | Castelorizo                       |
| Grécia                                                         | Ágios Nikolaos                    |
| Grécia                                                         | Cnossos                           |
| Grécia                                                         | Heraclião                         |
| Grécia                                                         | Retimno                           |
| Grécia                                                         | Chania                            |
| 19 de abril                                                    |                                   |
| Grécia                                                         | Porto do Piraeus                  |
| Grécia                                                         | Aeroporto Internacional de Atenas |
| Grécia                                                         | Santorini                         |
| Grécia                                                         | Naxos                             |
| Grécia                                                         | Paros                             |
| Grécia                                                         | Pireu                             |
| Grécia                                                         | Acrópole de Atenas                |
| 20 de abril                                                    |                                   |
| Grécia                                                         | Acrópole de Atenas                |
| Grécia                                                         | Delphi                            |
| Grécia                                                         | Lamia                             |
| Grécia                                                         | Vólos                             |
| 21 de abril                                                    |                                   |
| Grécia                                                         | Lárissa                           |
| Grécia                                                         | Trícala                           |
| Grécia                                                         | Kalabáka                          |
| Grécia                                                         | Toumba                            |
| Grécia                                                         | Museu Olímpico de Salonica        |
| Grécia                                                         | Salonica                          |
| 22 de abril                                                    |                                   |
| Grécia                                                         | Salonica                          |
| Grécia                                                         | Filipos                           |
| Grécia                                                         | Cavala                            |
| Grécia                                                         | Xanti                             |
| Grécia                                                         | Comotini                          |
| Grécia                                                         | Alexandrópolis                    |
| 23 de abril                                                    |                                   |
| Grécia                                                         | Alexandrópolis                    |
| Grécia                                                         | Eleftheroupoli                    |
| Grécia                                                         | Véria                             |
| Grécia                                                         | Vergina                           |
| Grécia                                                         | Aegae                             |
| Grécia                                                         | Janina                            |
| 24 de abril                                                    |                                   |
| Grécia                                                         | Janina                            |
| Grécia                                                         | Igoumenitsa                       |
| Grécia                                                         | Corfu                             |
| 25 de abril                                                    |                                   |
| Grécia                                                         | Corfu                             |
| Grécia                                                         | Mesolóngi                         |
| Grécia                                                         | Ponte Rio-Antirio                 |
| Grécia                                                         | Patras                            |
| Grécia                                                         | Corinto                           |
| 26 de abril                                                    |                                   |
| Grécia                                                         | Corinto                           |
| Grécia                                                         | Mégara                            |
| Grécia                                                         | Maratona                          |
| Grécia                                                         | Sunião                            |
| Grécia                                                         | Atenas (Estádio Panatenaico)      |
| 27 de abril a 7 de maio                                        |                                   |
| A tocha segue em viagem no veleiro Belém em direção à Marselha |                                   |

### Departamentos da França (primeira passagem)
| Região e departamento                              | Cidade ou comuna (ponto turístico)    |
| 8 de maio                                          | 8 de maio                             |
| -------------------------------------------------- | ------------------------------------- |
| Provença-Alpes-Costa Azul (Bocas do Ródano)        | Marselha                              |
| 9 de maio                                          |                                       |
| Provença-Alpes-Costa Azul (Bocas do Ródano)        | Stade de Marseille                    |
| Provença-Alpes-Costa Azul (Bocas do Ródano)        | Roucas-Blanc Manila                   |
| Provença-Alpes-Costa Azul (Bocas do Ródano)        | Marselha                              |
| 10 de maio                                         |                                       |
| Provença-Alpes-Costa Azul (Var)                    | Brignoles                             |
| Provença-Alpes-Costa Azul (Var)                    | Flassans-sur-Issole                   |
| Provença-Alpes-Costa Azul (Var)                    | La Garde                              |
| Provença-Alpes-Costa Azul (Var)                    | La Seyne-sur-Mer                      |
| Provença-Alpes-Costa Azul (Var)                    | Les Salles-sur-Verdon                 |
| Provença-Alpes-Costa Azul (Var)                    | Saint-Raphaël                         |
| Provença-Alpes-Costa Azul (Var)                    | Península de Giens                    |
| Provença-Alpes-Costa Azul (Var)                    | Toulon                                |
| 11 de maio                                         |                                       |
| Provença-Alpes-Costa Azul (Alpes da Alta Provença) | Barcelonnette                         |
| Provença-Alpes-Costa Azul (Alpes da Alta Provença) | Colmars                               |
| Provença-Alpes-Costa Azul (Alpes da Alta Provença) | Digne-les-Bains                       |
| Provença-Alpes-Costa Azul (Alpes da Alta Provença) | Forcalquier                           |
| Provença-Alpes-Costa Azul (Alpes da Alta Provença) | Moustiers-Sainte-Marie                |
| Provença-Alpes-Costa Azul (Alpes da Alta Provença) | Sisteron                              |
| Provença-Alpes-Costa Azul (Alpes da Alta Provença) | Manosque                              |
| 12 de maio                                         |                                       |
| Provença-Alpes-Costa Azul (Bocas do Ródano)        | Aix-en-Provence                       |
| Provença-Alpes-Costa Azul (Bocas do Ródano)        | Cassis                                |
| Provença-Alpes-Costa Azul (Bocas do Ródano)        | Eygalières                            |
| Provença-Alpes-Costa Azul (Bocas do Ródano)        | Istres                                |
| Provença-Alpes-Costa Azul (Bocas do Ródano)        | Miramas                               |
| Provença-Alpes-Costa Azul (Bocas do Ródano)        | Port-Saint-Louis-du-Rhône             |
| Provença-Alpes-Costa Azul (Bocas do Ródano)        | Arles                                 |
| 13 de maio                                         |                                       |
| Occitânia (Millau, Sète e Montpellier)             | Millau                                |
| Occitânia (Millau, Sète e Montpellier)             | Sète                                  |
| Occitânia (Millau, Sète e Montpellier)             | Montpellier                           |
| 14 de maio                                         |                                       |
| Córsega                                            | Ajaccio                               |
| Córsega                                            | Corte                                 |
| Córsega                                            | L'Île-Rousse                          |
| Córsega                                            | Porto-Vecchio                         |
| Córsega                                            | Valle-d'Orezza                        |
| Córsega                                            | Zonza                                 |
| Córsega                                            | Aiguilles de Bavella                  |
| Córsega                                            | Bastia                                |
| 15 de maio                                         |                                       |
| Occitânia (Pirenéus Orientais)                     | Collioure                             |
| Occitânia (Pirenéus Orientais)                     | Céret                                 |
| Occitânia (Pirenéus Orientais)                     | Font-Romeu-Odeillo-Via                |
| Occitânia (Pirenéus Orientais)                     | Port-Vendres                          |
| Occitânia (Pirenéus Orientais)                     | Prades                                |
| Occitânia (Pirenéus Orientais)                     | Villeneuve-de-la-Raho                 |
| Occitânia (Pirenéus Orientais)                     | Canigou                               |
| Occitânia (Pirenéus Orientais)                     | Perpinhão                             |
| 16 de maio                                         |                                       |
| Occitânia (Aude)                                   | Castelnaudary                         |
| Occitânia (Aude)                                   | Duilhac-sous-Peyrepertuse             |
| Occitânia (Aude)                                   | Gruissan                              |
| Occitânia (Aude)                                   | Lagrasse                              |
| Occitânia (Aude)                                   | Limoux                                |
| Occitânia (Aude)                                   | Narbona                               |
| Occitânia (Aude)                                   | Cidadela de Carcassona                |
| Occitânia (Aude)                                   | Carcassona                            |
| 17 de maio                                         |                                       |
| Occitânia (Alto Garona)                            | Colomiers                             |
| Occitânia (Alto Garona)                            | Muret                                 |
| Occitânia (Alto Garona)                            | Revel                                 |
| Occitânia (Alto Garona)                            | Rieux-Volvestre                       |
| Occitânia (Alto Garona)                            | Saint-Aventin                         |
| Occitânia (Alto Garona)                            | Villemur-sur-Tarn                     |
| Occitânia (Alto Garona)                            | Toulouse                              |
| 18 de maio                                         |                                       |
| Occitânia (Gers)                                   | Condom                                |
| Occitânia (Gers)                                   | Fleurance                             |
| Occitânia (Gers)                                   | L'Isle-Jourdain                       |
| Occitânia (Gers)                                   | Marciac                               |
| Occitânia (Gers)                                   | Mirande                               |
| Occitânia (Gers)                                   | Nogaro                                |
| Occitânia (Gers)                                   | Auch                                  |
| 19 de maio                                         |                                       |
| Occitânia (Altos Pirenéus)                         | Bagnères-de-Bigorre                   |
| Occitânia (Altos Pirenéus)                         | Lannemezan                            |
| Occitânia (Altos Pirenéus)                         | Lourdes                               |
| Occitânia (Altos Pirenéus)                         | Circo de Gavarnie                     |
| Occitânia (Altos Pirenéus)                         | Pic du Midi de Bigorre                |
| Occitânia (Altos Pirenéus)                         | Tarbes                                |
| 20 de maio                                         |                                       |
| Nova Aquitânia (Pirenéus Atlânticos)               | Anglet                                |
| Nova Aquitânia (Pirenéus Atlânticos)               | Arette                                |
| Nova Aquitânia (Pirenéus Atlânticos)               | Baiona                                |
| Nova Aquitânia (Pirenéus Atlânticos)               | Biarritz                              |
| Nova Aquitânia (Pirenéus Atlânticos)               | Hasparren                             |
| Nova Aquitânia (Pirenéus Atlânticos)               | Orthez                                |
| Nova Aquitânia (Pirenéus Atlânticos)               | Saint-Jean-de-Luz                     |
| Nova Aquitânia (Pirenéus Atlânticos)               | Pau (Pau-Pyrénées Whitewater Stadium) |
| 21 de maio                                         |                                       |
| O revezamento continua em Pau                      |                                       |
| 22 de maio                                         |                                       |
| Nova Aquitânia (Dordonha)                          | Agonac                                |
| Nova Aquitânia (Dordonha)                          | Bergerac                              |
| Nova Aquitânia (Dordonha)                          | Montignac-Lascaux                     |
| Nova Aquitânia (Dordonha)                          | Nontron                               |
| Nova Aquitânia (Dordonha)                          | Saint-Aulaye-Puymangou                |
| Nova Aquitânia (Dordonha)                          | Sarlat-la-Canéda                      |
| Nova Aquitânia (Dordonha)                          | Rio Dordonha                          |
| Nova Aquitânia (Dordonha)                          | Lascaux                               |
| Nova Aquitânia (Dordonha)                          | Périgueux                             |
| 23 de maio                                         |                                       |
| Nova Aquitânia (Bordéus e Libournais)              | Le Bouscat                            |
| Nova Aquitânia (Bordéus e Libournais)              | Libourne                              |
| Nova Aquitânia (Bordéus e Libournais)              | Lormont                               |
| Nova Aquitânia (Bordéus e Libournais)              | Mérignac                              |
| Nova Aquitânia (Bordéus e Libournais)              | Pessac                                |
| Nova Aquitânia (Bordéus e Libournais)              | Saint-Émilion                         |
| Nova Aquitânia (Bordéus e Libournais)              | Cité du Cinéma                        |
| Nova Aquitânia (Bordéus e Libournais)              | Bordeaux                              |
| 24 de maio                                         |                                       |
| Nova Aquitânia (Carântono)                         | Barbezieux-Saint-Hilaire              |
| Nova Aquitânia (Carântono)                         | Cognac                                |
| Nova Aquitânia (Carântono)                         | Condac                                |
| Nova Aquitânia (Carântono)                         | Confolens                             |
| Nova Aquitânia (Carântono)                         | Eymoutiers                            |
| Nova Aquitânia (Carântono)                         | Ruffec                                |
| Nova Aquitânia (Carântono)                         | Saint-Cybardeaux (Comic Strip museum) |
| Nova Aquitânia (Carântono)                         | Angolema                              |
| 25 de maio                                         |                                       |
| Nova Aquitânia (Vienne)                            | Charroux                              |
| Nova Aquitânia (Vienne)                            | Château-Larcher                       |
| Nova Aquitânia (Vienne)                            | Châtellerault                         |
| Nova Aquitânia (Vienne)                            | Loudun                                |
| Nova Aquitânia (Vienne)                            | Montmorillon                          |
| Nova Aquitânia (Vienne)                            | Neuville-de-Poitou                    |
| Nova Aquitânia (Vienne)                            | Poitiers (Palace de Poitiers)         |
| Nova Aquitânia (Vienne)                            | Grand Poitiers                        |
| Nova Aquitânia (Vienne)                            | Futuroscope                           |
| 26 de maio                                         |                                       |
| O revezamento continua em Futuroscope              |                                       |
| 27 de maio                                         |                                       |
| Centro-Vale do Loire (Indre)                       | Buzançais                             |
| Centro-Vale do Loire (Indre)                       | Cuzion                                |
| Centro-Vale do Loire (Indre)                       | Déols                                 |
| Centro-Vale do Loire (Indre)                       | Issoudun                              |
| Centro-Vale do Loire (Indre)                       | La Châtre                             |
| Centro-Vale do Loire (Indre)                       | Le Blanc                              |
| Centro-Vale do Loire (Indre)                       | Valençay (Castelo de Valençay)        |
| Centro-Vale do Loire (Indre)                       | Châteauroux                           |
| 28 de maio                                         |                                       |
| País do Loire (Maine-et-Loire)                     | Baugé-en-Anjou                        |
| País do Loire (Maine-et-Loire)                     | Chaudefonds-sur-Layon                 |
| País do Loire (Maine-et-Loire)                     | La Romagne                            |
| País do Loire (Maine-et-Loire)                     | Le Lion-d'Angers                      |
| País do Loire (Maine-et-Loire)                     | Montsoreau (Castelo de Montsoreau)    |
| País do Loire (Maine-et-Loire)                     | Saint-Florent-le-Vieil                |
| País do Loire (Maine-et-Loire)                     | Coteaux du Layon                      |
| País do Loire (Maine-et-Loire)                     | Angers                                |
| 29 de maio                                         |                                       |
| País do Loire (Mayenne)                            | Chailland                             |
| País do Loire (Mayenne)                            | Château-Gontier-sur-Mayenne           |
| País do Loire (Mayenne)                            | Cossé-le-Vivien                       |
| País do Loire (Mayenne)                            | Mayenne                               |
| País do Loire (Mayenne)                            | Pré-en-Pail-Saint-Samson              |
| País do Loire (Mayenne)                            | Sainte-Suzanne-et-Chammes             |
| País do Loire (Mayenne)                            | Laval                                 |
| 30 de maio                                         |                                       |
| Normandia (Calvados)                               | Bayeux                                |
| Normandia (Calvados)                               | Cabourg                               |
| Normandia (Calvados)                               | Dives-sur-Mer                         |
| Normandia (Calvados)                               | Falaise                               |
| Normandia (Calvados)                               | Honfleur                              |
| Normandia (Calvados)                               | Houlgate                              |
| Normandia (Calvados)                               | Lisieux                               |
| Normandia (Calvados)                               | Praia de Omaha                        |
| Normandia (Calvados)                               | Caen                                  |
| 31 de maio                                         |                                       |
| Normandia (Mancha)                                 | Cherbourg-en-Cotentin                 |
| Normandia (Mancha)                                 | Granville                             |
| Normandia (Mancha)                                 | Saint-Lô                              |
| Normandia (Mancha)                                 | Saint-Vaast-la-Hougue                 |
| Normandia (Mancha)                                 | Sainte-Mère-Église                    |
| Normandia (Mancha)                                 | Villedieu-les-Poêles-Rouffigny        |
| Normandia (Mancha)                                 | Monte Saint-Michel                    |
| 1.° de junho                                       |                                       |
| Bretanha (Ille-et-Vilaine)                         | Cesson-Sévigné                        |
| Bretanha (Ille-et-Vilaine)                         | Feins                                 |
| Bretanha (Ille-et-Vilaine)                         | Fougères                              |
| Bretanha (Ille-et-Vilaine)                         | Paimpont (Floresta de Paimpont)       |
| Bretanha (Ille-et-Vilaine)                         | Saint-Just                            |
| Bretanha (Ille-et-Vilaine)                         | Saint-Malo                            |
| Bretanha (Ille-et-Vilaine)                         | Vitré                                 |
| Bretanha (Ille-et-Vilaine)                         | Rennes                                |
| 2 de junho                                         |                                       |
| Nova Aquitânia (Deux-Sèvres)                       | Bressuire                             |
| Nova Aquitânia (Deux-Sèvres)                       | Celles-sur-Belle                      |
| Nova Aquitânia (Deux-Sèvres)                       | Coulon (Marais Poitevin)              |
| Nova Aquitânia (Deux-Sèvres)                       | Parthenay                             |
| Nova Aquitânia (Deux-Sèvres)                       | Saint-Maixent-l'École                 |
| Nova Aquitânia (Deux-Sèvres)                       | Thouars                               |
| Nova Aquitânia (Deux-Sèvres)                       | Niort                                 |
| 3 de junho                                         |                                       |
| O revezamento continua em Niort                    |                                       |
| 4 de junho                                         |                                       |
| País do Loire (Vendeia)                            | Fontenay-le-Comte                     |
| País do Loire (Vendeia)                            | La Pointe d'Arçay                     |
| País do Loire (Vendeia)                            | La Roche-sur-Yon                      |
| País do Loire (Vendeia)                            | Montaigu-Vendée                       |
| País do Loire (Vendeia)                            | Passage du Gois                       |
| País do Loire (Vendeia)                            | Puy du Fou                            |
| País do Loire (Vendeia)                            | Les Sables-d'Olonne                   |
| 5 de junho                                         |                                       |
| País do Loire (Between Loire e Atlantique)         | Basse-Goulaine                        |
| País do Loire (Between Loire e Atlantique)         | Ingrandes-Le Fresne sur Loire         |
| País do Loire (Between Loire e Atlantique)         | Ligné                                 |
| País do Loire (Between Loire e Atlantique)         | Saint-Sébastien-sur-Loire             |
| País do Loire (Between Loire e Atlantique)         | Vallons-de-l'Erdre                    |
| País do Loire (Between Loire e Atlantique)         | Vertou                                |
| País do Loire (Between Loire e Atlantique)         | La Baule Bay                          |
| País do Loire (Between Loire e Atlantique)         | La Baule-Escoublac                    |
| 6 de junho                                         |                                       |
| Bretanha (Morbihan)                                | Josselin                              |
| Bretanha (Morbihan)                                | Lorient                               |
| Bretanha (Morbihan)                                | Pontivy                               |
| Bretanha (Morbihan)                                | Rochefort-en-Terre                    |
| Bretanha (Morbihan)                                | Sainte-Anne-d'Auray                   |
| Bretanha (Morbihan)                                | Île-aux-Moines                        |
| Bretanha (Morbihan)                                | Vannes                                |
| 7 de junho                                         |                                       |
| Bretanha (Finistère)                               | Mont Saint-Michel de Brasparts        |
| Bretanha (Finistère)                               | Plougastel-Daoulas                    |
| Bretanha (Finistère)                               | Pointe de la Torche                   |
| Bretanha (Finistère)                               | Pointe du Raz                         |
| Bretanha (Finistère)                               | Port-la-Forêt                         |
| Bretanha (Finistère)                               | Forêt-Fouesnant                       |
| Bretanha (Finistère)                               | Quimper                               |
| Bretanha (Finistère)                               | Brest                                 |
| 8 de junho                                         |                                       |
| A tocha segue em viagem para a Guiana Francesa     |                                       |

### Departamentos e territórios ultramarinos da França

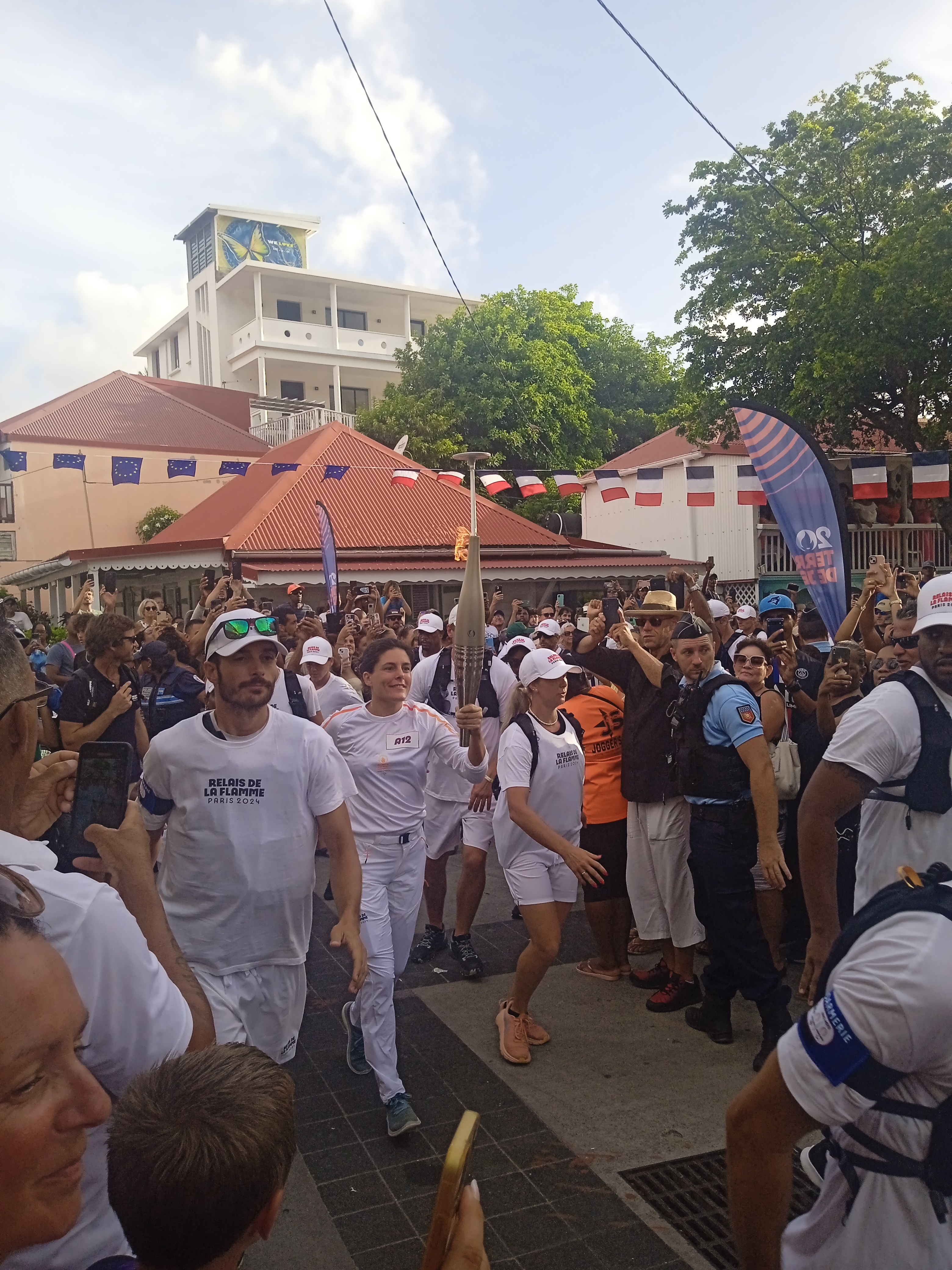
Revezamento da tocha olímpica nas Ilhas dos Santos, na região de Guadalupe.

| País | Cidade                             |
| 9 de junho | 9 de junho                         |
| --- | ---------------------------------- |
| Guiana Francesa | Camopi (Rio Oiapoque)              |
| Guiana Francesa | Kourou (Centro Espacial da Guiana) |
| Guiana Francesa | Macouria                           |
| Guiana Francesa | Matoury                            |
| Guiana Francesa | São Jorge do Oiapoque              |
| Guiana Francesa | Saint-Laurent-du-Maroni            |
| Guiana Francesa | Caiena                             |
| 10 de junho |                                    |
| A tocha seguiria em viagem para a Nova Caledónia. No entanto, o revezamento na região foi suspenso devido a crise política na região. |                                    |
| 12 de junho |                                    |
| Reunião | Le Tampon                          |
| Reunião | Saint-Benoît                       |
| Reunião | Saint-Paul                         |
| Reunião | Saint-Pierre                       |
| Reunião | Sainte-Suzanne                     |
| Reunião | Cité du Volcan                     |
| Reunião | Plaine des Sables                  |
| Reunião | Pointe de Langevin                 |
| Reunião | São Dinis                          |
| 13 de junho |                                    |
| Polinésia Francesa | Teahupo'o                          |
| Polinésia Francesa | Papeete                            |
| 14 de junho |                                    |
| A tocha segue em viagem para Guadalupe                                                                                                |                                    |
| 15 de junho |                                    |
| Guadalupe | Basse-Terre                        |
| Guadalupe | Le Moule                           |
| Guadalupe | Les Abymes                         |
| Guadalupe | Petit-Canal                        |
| Guadalupe | Pointe-à-Pitre                     |
| Guadalupe | Baie-Mahault                       |
| 16 de junho |                                    |
| A tocha segue em viagem para Martinica                                                                                                |                                    |
| 17 de junho |                                    |
| Martinica | Le Diamant                         |
| Martinica | Le Lamentin                        |
| Martinica | Le Robert                          |
| Martinica | Saint-Esprit                       |
| Martinica | Saint-Pierre (Monte Pelée)         |
| Martinica | Sainte-Marie                       |
| Martinica | Schœlcher                          |
| Martinica | Forte da França                    |

### Departamentos da França (segunda passagem)

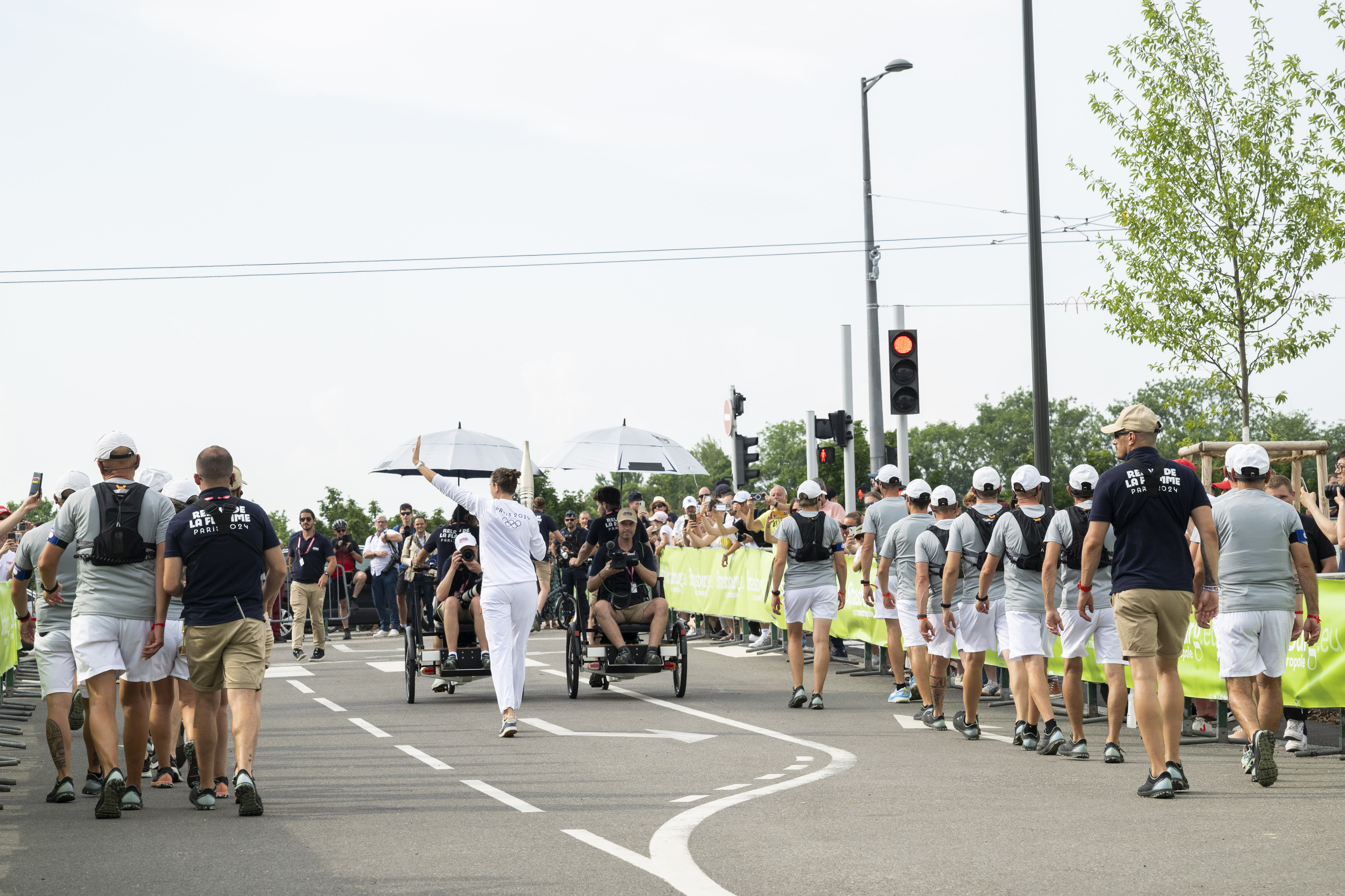
Passagem da tocha em Estrasburgo

| Região                                          | Cidade ou comuna (ponto turístico)                                   |
| 18 de junho                                     | 18 de junho                                                          |
| ----------------------------------------------- | -------------------------------------------------------------------- |
| Provença-Alpes-Costa Azul (Alpes Marítimos)     | Antibes                                                              |
| Provença-Alpes-Costa Azul (Alpes Marítimos)     | Cannes (Palais des Festivals et des Congrès)                         |
| Provença-Alpes-Costa Azul (Alpes Marítimos)     | Grasse                                                               |
| Provença-Alpes-Costa Azul (Alpes Marítimos)     | Juan-les-Pins                                                        |
| Provença-Alpes-Costa Azul (Alpes Marítimos)     | Varberg                                                              |
| Provença-Alpes-Costa Azul (Alpes Marítimos)     | Valdeblore (Col de la Colmiane)                                      |
| Provença-Alpes-Costa Azul (Alpes Marítimos)     | Villefranche-sur-Mer                                                 |
| Provença-Alpes-Costa Azul (Alpes Marítimos)     | Nice                                                                 |
| 19 de junho                                     |                                                                      |
| Provença-Alpes-Costa Azul (Vaucluse)            | Apt                                                                  |
| Provença-Alpes-Costa Azul (Vaucluse)            | Rustrel                                                              |
| Provença-Alpes-Costa Azul (Vaucluse)            | L'Isle-sur-la-Sorgue                                                 |
| Provença-Alpes-Costa Azul (Vaucluse)            | Orange (Teatro Antigo de Orange)                                     |
| Provença-Alpes-Costa Azul (Vaucluse)            | Sorgues                                                              |
| Provença-Alpes-Costa Azul (Vaucluse)            | Monte Ventor                                                         |
| Provença-Alpes-Costa Azul (Vaucluse)            | Avinhão                                                              |
| 20 de junho                                     |                                                                      |
| Ródano-Alpes (Drôme)                            | Bourg-de-Péage                                                       |
| Ródano-Alpes (Drôme)                            | Dieulefit                                                            |
| Ródano-Alpes (Drôme)                            | Hauterives                                                           |
| Ródano-Alpes (Drôme)                            | Montélimar                                                           |
| Ródano-Alpes (Drôme)                            | Pierrelatte                                                          |
| Ródano-Alpes (Drôme)                            | Romans-sur-Isère                                                     |
| Ródano-Alpes (Drôme)                            | Castelo de Grignan                                                   |
| Ródano-Alpes (Drôme)                            | Valence                                                              |
| 21 de junho                                     |                                                                      |
| Ródano-Alpes (Vichy)                            | Cusset                                                               |
| Ródano-Alpes (Vichy)                            | Le Mayet-de-Montagne                                                 |
| Ródano-Alpes (Vichy)                            | Saint-Germain-des-Fossés                                             |
| Ródano-Alpes (Vichy)                            | Saint-Yorre                                                          |
| Ródano-Alpes (Vichy)                            | Vichy (Vichy Centre for Sports Resources, Expertise and Performance) |
| 22 de junho                                     |                                                                      |
| Ródano-Alpes (Loire)                            | Charlieu                                                             |
| Ródano-Alpes (Loire)                            | Feurs                                                                |
| Ródano-Alpes (Loire)                            | Firminy (Maison de la Culture de Firminy)                            |
| Ródano-Alpes (Loire)                            | Montbrison                                                           |
| Ródano-Alpes (Loire)                            | Roanne                                                               |
| Ródano-Alpes (Loire)                            | Saint-Chamond                                                        |
| Ródano-Alpes (Loire)                            | Saint-Étienne (Stade Geoffroy-Guichard)                              |
| 23 de junho                                     |                                                                      |
| Ródano-Alpes (Alta Saboia)                      | Annemasse                                                            |
| Ródano-Alpes (Alta Saboia)                      | Cluses                                                               |
| Ródano-Alpes (Alta Saboia)                      | Excenevex                                                            |
| Ródano-Alpes (Alta Saboia)                      | Glières plateau                                                      |
| Ródano-Alpes (Alta Saboia)                      | Héry-sur-Alby                                                        |
| Ródano-Alpes (Alta Saboia)                      | Évian-les-Bains                                                      |
| Ródano-Alpes (Alta Saboia)                      | Lago de Annecy                                                       |
| Ródano-Alpes (Alta Saboia)                      | Chamonix-Mont-Blanc                                                  |
| 24 de junho                                     |                                                                      |
| O revezamento continua em Chamonix-Mont-Blanc   |                                                                      |
| 25 de junho                                     |                                                                      |
| Borgonha (Doubs)                                | Baume-les-Dames                                                      |
| Borgonha (Doubs)                                | Chaux-Neuve (Creating Chaux-Neuve jumping hills)                     |
| Borgonha (Doubs)                                | Maîche                                                               |
| Borgonha (Doubs)                                | Montbéliard                                                          |
| Borgonha (Doubs)                                | Pontarlier                                                           |
| Borgonha (Doubs)                                | Étalans                                                              |
| Borgonha (Doubs)                                | Besançon                                                             |
| 26 de junho                                     |                                                                      |
| Grande Leste (Collectivité européenne d'Alsace) | Colmar                                                               |
| Grande Leste (Collectivité européenne d'Alsace) | Huningue (Ponte dos Três Países)                                     |
| Grande Leste (Collectivité européenne d'Alsace) | Lembach                                                              |
| Grande Leste (Collectivité européenne d'Alsace) | Marckolsheim                                                         |
| Grande Leste (Collectivité européenne d'Alsace) | Mulhouse                                                             |
| Grande Leste (Collectivité européenne d'Alsace) | Saverne                                                              |
| Grande Leste (Collectivité européenne d'Alsace) | Estrasburgo                                                          |
| 27 de junho                                     |                                                                      |
| Grande Leste (Mosela)                           | Forbach                                                              |
| Grande Leste (Mosela)                           | Meisenthal (Verrerie de Meisenthal)                                  |
| Grande Leste (Mosela)                           | Sarreguemines                                                        |
| Grande Leste (Mosela)                           | Scy-Chazelles (Casa de Robert Schumann)                              |
| Grande Leste (Mosela)                           | Thonville                                                            |
| Grande Leste (Mosela)                           | Triponte França-Alemanha-Luxemburgo                                  |
| Grande Leste (Mosela)                           | Yutz                                                                 |
| Grande Leste (Mosela)                           | Metz                                                                 |
| 28 de junho                                     |                                                                      |
| Grande Leste (Alto Marne)                       | Bourbonne-les-Bains                                                  |
| Grande Leste (Alto Marne)                       | Chaumont-la-Ville                                                    |
| Grande Leste (Alto Marne)                       | Colombey-les-Deux-Églises (Mémorial Charles-de-Gaulle)               |
| Grande Leste (Alto Marne)                       | Froncles                                                             |
| Grande Leste (Alto Marne)                       | Langres                                                              |
| Grande Leste (Alto Marne)                       | Nogent                                                               |
| Grande Leste (Alto Marne)                       | Saint-Dizier                                                         |
| 29 de junho                                     |                                                                      |
| Grande Leste (Mosa)                             | Bar-le-Duc                                                           |
| Grande Leste (Mosa)                             | Commercy                                                             |
| Grande Leste (Mosa)                             | Gondrecourt-le-Château                                               |
| Grande Leste (Mosa)                             | Lac de Madine                                                        |
| Grande Leste (Mosa)                             | Montmédy (Montmédy citadel)                                          |
| Grande Leste (Mosa)                             | Verdun (Verdun Memorial)                                             |
| 30 de junho                                     |                                                                      |
| Grande Leste (Marne)                            | Châlons-en-Champagne                                                 |
| Grande Leste (Marne)                            | Giffaumont-Champaubert                                               |
| Grande Leste (Marne)                            | Sainte-Menehould                                                     |
| Grande Leste (Marne)                            | Sézanne                                                              |
| Grande Leste (Marne)                            | Vitry-le-François                                                    |
| Grande Leste (Marne)                            | Épernay (Avenue de Champagne)                                        |
| Grande Leste (Marne)                            | Reims                                                                |
| 1.° de julho                                    |                                                                      |
| O revezamento continua em Reims                 |                                                                      |
| 2 de julho                                      |                                                                      |
| Altos da França (Nord)                          | Avesnes-sur-Helpe                                                    |
| Altos da França (Nord)                          | Cambrai                                                              |
| Altos da França (Nord)                          | Douai                                                                |
| Altos da França (Nord)                          | Dunquerque                                                           |
| Altos da França (Nord)                          | Roubaix                                                              |
| Altos da França (Nord)                          | Tourcoing                                                            |
| Altos da França (Nord)                          | Wallers (Bosque de Arenberg)                                         |
| Altos da França (Nord)                          | Lille                                                                |
| 3 de julho                                      |                                                                      |
| Altos da França (Pas-de-Calais)                 | Arras                                                                |
| Altos da França (Pas-de-Calais)                 | Berck                                                                |
| Altos da França (Pas-de-Calais)                 | Bolonha do Mar                                                       |
| Altos da França (Pas-de-Calais)                 | Calais                                                               |
| Altos da França (Pas-de-Calais)                 | Maisnil-lès-Ruitz                                                    |
| Altos da França (Pas-de-Calais)                 | Saint-Omer                                                           |
| Altos da França (Pas-de-Calais)                 | Louvre-Lens                                                          |
| Altos da França (Pas-de-Calais)                 | Lens (Stade Bollaert-Delelis)                                        |
| 4 de julho                                      |                                                                      |
| Altos da França (Somme)                         | Abbeville                                                            |
| Altos da França (Somme)                         | Albert                                                               |
| Altos da França (Somme)                         | Doullens                                                             |
| Altos da França (Somme)                         | La Chaussée-Tirancourt                                               |
| Altos da França (Somme)                         | Saint-Valery-sur-Somme                                               |
| Altos da França (Somme)                         | Villers-Bretonneux                                                   |
| Altos da França (Somme)                         | Baie de Somme                                                        |
| Altos da França (Somme)                         | Amiens                                                               |
| 5 de julho                                      |                                                                      |
| Normandia (Sena Marítimo)                       | Dieppe                                                               |
| Normandia (Sena Marítimo)                       | Jumièges                                                             |
| Normandia (Sena Marítimo)                       | Mirville                                                             |
| Normandia (Sena Marítimo)                       | Ruão (Catedral de Ruão)                                              |
| Normandia (Sena Marítimo)                       | Yvetot                                                               |
| Normandia (Sena Marítimo)                       | Étretat                                                              |
| Normandia (Sena Marítimo)                       | Le Havre                                                             |
| 6 de julho                                      |                                                                      |
| Normandia (Eure)                                | Bernay                                                               |
| Normandia (Eure)                                | Gisors                                                               |
| Normandia (Eure)                                | Pont-Audemer                                                         |
| Normandia (Eure)                                | Val-de-Reuil                                                         |
| Normandia (Eure)                                | Verneuil d'Avre et d'Iton                                            |
| Normandia (Eure)                                | Évreux                                                               |
| Normandia (Eure)                                | Vernon                                                               |
| 7 de julho                                      |                                                                      |
| Centro-Vale do Loire (C'Chartres)               | Bonneval                                                             |
| Centro-Vale do Loire (C'Chartres)               | Châteaudun                                                           |
| Centro-Vale do Loire (C'Chartres)               | Dreux (Capela real de Dreux)                                         |
| Centro-Vale do Loire (C'Chartres)               | Chartres                                                             |
| 8 de julho                                      |                                                                      |
| Centro-Vale do Loire (Loir-et-Cher)             | Chaumont-sur-Loire                                                   |
| Centro-Vale do Loire (Loir-et-Cher)             | Fréteval                                                             |
| Centro-Vale do Loire (Loir-et-Cher)             | Romorantin-Lanthenay                                                 |
| Centro-Vale do Loire (Loir-et-Cher)             | Thésée                                                               |
| Centro-Vale do Loire (Loir-et-Cher)             | Vendôme                                                              |
| Centro-Vale do Loire (Loir-et-Cher)             | Castelo de Chambord                                                  |
| Centro-Vale do Loire (Loir-et-Cher)             | Blois                                                                |
| 9 de junho                                      |                                                                      |
| O revezamento continua em Blois                 |                                                                      |
| 10 de julho                                     |                                                                      |
| Centro-Vale do Loire (Loiret)                   | Gien                                                                 |
| Centro-Vale do Loire (Loiret)                   | Le Malesherbois                                                      |
| Centro-Vale do Loire (Loiret)                   | Meung-sur-Loire                                                      |
| Centro-Vale do Loire (Loiret)                   | Montargis                                                            |
| Centro-Vale do Loire (Loiret)                   | Neuville-aux-Bois                                                    |
| Centro-Vale do Loire (Loiret)                   | Sully-sur-Loire (Castelo de Sully-sur-Loire)                         |
| Centro-Vale do Loire (Loiret)                   | Casa de Joana d'Arc                                                  |
| Centro-Vale do Loire (Loiret)                   | Orleães                                                              |
| 11 de julho                                     |                                                                      |
| Franco-Condado(Yonne)                           | Avallon                                                              |
| Franco-Condado(Yonne)                           | Chablis                                                              |
| Franco-Condado(Yonne)                           | Migennes                                                             |
| Franco-Condado(Yonne)                           | Saint-Fargeau                                                        |
| Franco-Condado(Yonne)                           | Sens                                                                 |
| Franco-Condado(Yonne)                           | Vézelay                                                              |
| Franco-Condado(Yonne)                           | Vignoble de Chablis                                                  |
| Franco-Condado(Yonne)                           | Auxerre                                                              |
| 12 de julho                                     |                                                                      |
| O revezamento continua em Auxerre               |                                                                      |
| 13 de julho                                     |                                                                      |
| Grande Leste (Aube)                             | Dolancourt                                                           |
| Grande Leste (Aube)                             | Ervy-le-Châtel                                                       |
| Grande Leste (Aube)                             | Mesnil-Saint-Père                                                    |
| Grande Leste (Aube)                             | Nogent-sur-Seine                                                     |
| Grande Leste (Aube)                             | Romilly-sur-Seine                                                    |
| Grande Leste (Aube)                             | Ville-sous-la-Ferté                                                  |
| Grande Leste (Aube)                             | Rio do Oriente                                                       |
| Grande Leste (Aube)                             | Troyes                                                               |

### Paris

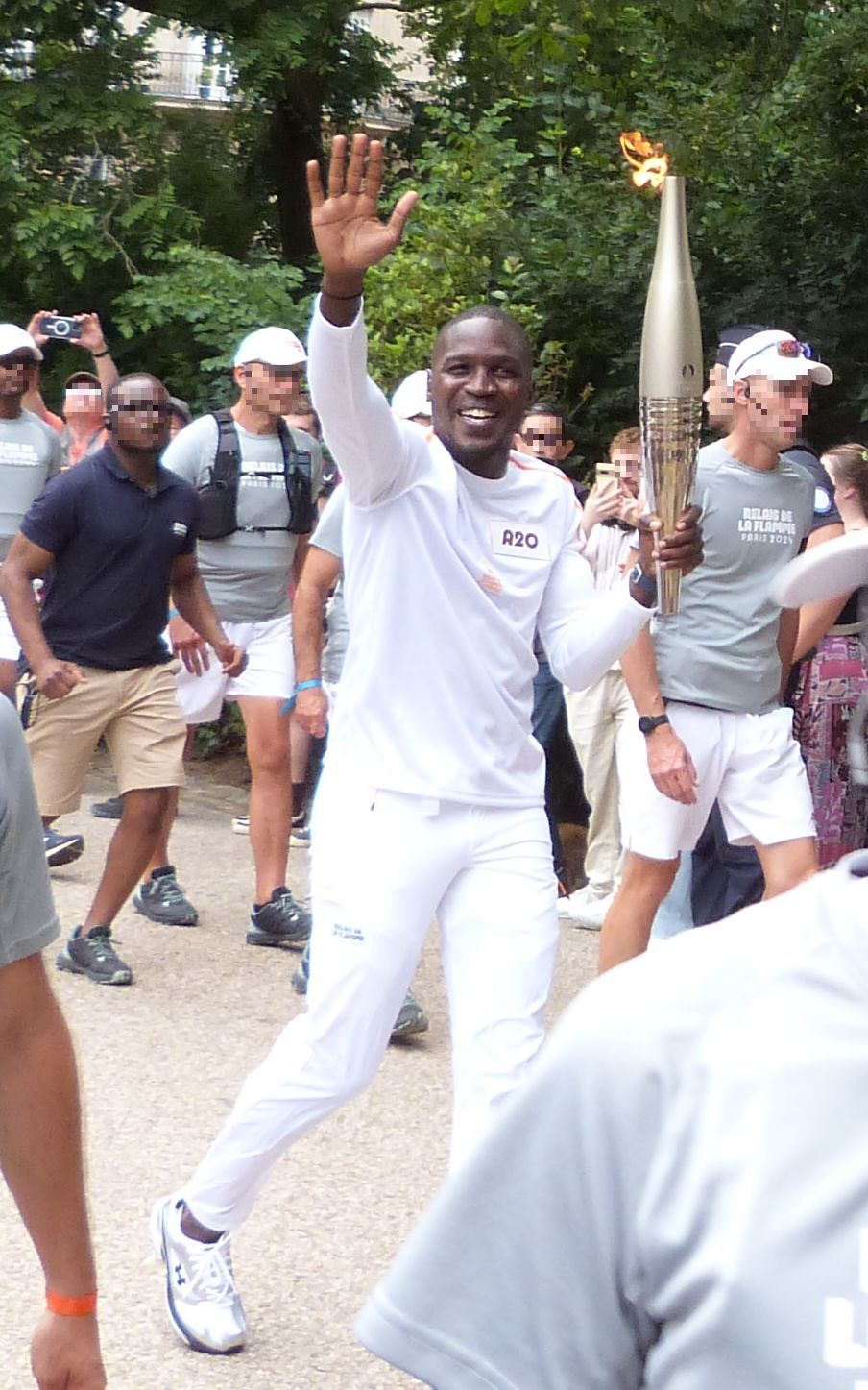
Souleymane Cissokho, boxeador e medalhista de bronze nos Jogos Olímpicos de Verão de 2016 durante o revezamento em Paris

| Ponto Turístico                                      |
| 14 de julho                                          |
| ---------------------------------------------------- |
| Champs-Élysées                                       |
| Palácio Bourbon (Assembleia Nacional Francesa)       |
| Saint-Germain-des-Prés                               |
| Palácio do Luxemburgo (Jardim de Luxemburgo)         |
| Panteão                                              |
| Quartier Latin—Universidade de Paris                 |
| Institut du Monde Arabe                              |
| Catedral de Notre-Dame de Paris                      |
| Mémorial de la Shoah                                 |
| Museu Carnavalet                                     |
| Maison de Victor Hugo                                |
| Bastilha                                             |
| Bataclan                                             |
| Place de la République                               |
| Place du Colonel Fabien                              |
| Olympia                                              |
| Rue de Rivoli                                        |
| Museu do Louvre                                      |
| Hôtel de Ville                                       |
| 15 de julho                                          |
| Bosque de Vincennes                                  |
| Porte de La Chapelle Arena                           |
| Goutte d'Or                                          |
| Montmartre                                           |
| Estátuas de La Mulâtresse Solitude e Alexandre Dumas |
| Arco do Triunfo                                      |
| Bois de Boulogne                                     |
| Court Simonne Mathieu - Stade Roland-Garros          |
| Elevador da Torre Eiffel                             |
| Jardin mémorial des enfants du Vél' d'Hiv'           |
| Place de Catalogne                                   |
| Butte-aux-Cailles                                    |
| Street art open-air museum                           |
| Praça da Bastilha                                    |
| Buttes Chaumont                                      |
| Belleville                                           |
| Place de la République                               |
| 16 de julho                                          |
| A tocha segue em direção a Château-Thierry           |

### Departamentos da França (terceira passagem)
| Região                             | Cidade ou comuna (ponto turístico)                             |
| 17 de julho                        | 17 de julho                                                    |
| ---------------------------------- | -------------------------------------------------------------- |
| Altos da França (Aisne)            | Château-Thierry                                                |
| Altos da França (Aisne)            | Guise (Guise familistère)                                      |
| Altos da França (Aisne)            | Laon                                                           |
| Altos da França (Aisne)            | Monampteuil                                                    |
| Altos da França (Aisne)            | Soissons                                                       |
| Altos da França (Aisne)            | Villers-Cotterêts (Cité internationale de la langue française) |
| Altos da França (Aisne)            | Saint-Quentin                                                  |
| 18 de julho                        |                                                                |
| Altos da França (Oise)             | Breteui                                                        |
| Altos da França (Oise)             | Chantilly (Castelo de Chantilly)                               |
| Altos da França (Oise)             | Chiry-Ourscamp                                                 |
| Altos da França (Oise)             | Compiègne                                                      |
| Altos da França (Oise)             | Creil                                                          |
| Altos da França (Oise)             | Gerberoy                                                       |
| Altos da França (Oise)             | Beauvais                                                       |
| 19 de julho                        |                                                                |
| Val-d'Oise (Val-d'Oise)            | Argenteuil                                                     |
| Val-d'Oise (Val-d'Oise)            | Auvers-sur-Oise                                                |
| Val-d'Oise (Val-d'Oise)            | Cergy                                                          |
| Val-d'Oise (Val-d'Oise)            | Cormeilles-en-Parisis                                          |
| Val-d'Oise (Val-d'Oise)            | Deuil-la-Barre                                                 |
| Val-d'Oise (Val-d'Oise)            | Eaubonne                                                       |
| Val-d'Oise (Val-d'Oise)            | Enghien-les-Bains                                              |
| Val-d'Oise (Val-d'Oise)            | Ermont                                                         |
| Val-d'Oise (Val-d'Oise)            | Franconville                                                   |
| Val-d'Oise (Val-d'Oise)            | Garges-lès-Gonesse                                             |
| Val-d'Oise (Val-d'Oise)            | Méry-sur-Oise                                                  |
| Val-d'Oise (Val-d'Oise)            | Pontoise                                                       |
| Val-d'Oise (Val-d'Oise)            | Saint-Gratien                                                  |
| Val-d'Oise (Val-d'Oise)            | Saint-Prix                                                     |
| Val-d'Oise (Val-d'Oise)            | Sannois                                                        |
| Val-d'Oise (Val-d'Oise)            | Sarcelles                                                      |
| Val-d'Oise (Val-d'Oise)            | Théméricourt                                                   |
| Val-d'Oise (Val-d'Oise)            | Soisy-sous-Montmorency                                         |
| 20 de julho                        |                                                                |
| Ilha de França (Sena e Marne)      | Brou-sur-Chantereine                                           |
| Ilha de França (Sena e Marne)      | Chelles                                                        |
| Ilha de França (Sena e Marne)      | Fontainebleau (Palácio de Fontainebleau)                       |
| Ilha de França (Sena e Marne)      | Lagny-sur-Marne                                                |
| Ilha de França (Sena e Marne)      | Melun                                                          |
| Ilha de França (Sena e Marne)      | Pontault-Combault                                              |
| Ilha de França (Sena e Marne)      | Provins                                                        |
| Ilha de França (Sena e Marne)      | Saint-Thibault-des-Vignes                                      |
| Ilha de França (Sena e Marne)      | Torcy                                                          |
| Ilha de França (Sena e Marne)      | Vaires-sur-Marne                                               |
| Ilha de França (Sena e Marne)      | Meaux                                                          |
| 21 de julho                        |                                                                |
| Ilha de França (Vale do Marne)     | Brou-sur-Chantereine                                           |
| Ilha de França (Vale do Marne)     | Champigny-sur-Marne                                            |
| Ilha de França (Vale do Marne)     | Chennevières-sur-Marne                                         |
| Ilha de França (Vale do Marne)     | Fontenay-sous-Bois                                             |
| Ilha de França (Vale do Marne)     | Joinville-le-Pont                                              |
| Ilha de França (Vale do Marne)     | Maisons-Alfort                                                 |
| Ilha de França (Vale do Marne)     | Nogent-sur-Marne                                               |
| Ilha de França (Vale do Marne)     | Orly                                                           |
| Ilha de França (Vale do Marne)     | Ormesson-sur-Marne                                             |
| Ilha de França (Vale do Marne)     | Rungis (Rungis International Market)                           |
| Ilha de França (Vale do Marne)     | Saint-Maur-des-Fossés                                          |
| Ilha de França (Vale do Marne)     | Villejuif                                                      |
| Ilha de França (Vale do Marne)     | Vincennes                                                      |
| Ilha de França (Vale do Marne)     | Vitry-sur-Seine                                                |
| Ilha de França (Vale do Marne)     | Créteil                                                        |
| 22 de julho                        |                                                                |
| Ilha de França (Essonne)           | Chamarande                                                     |
| Ilha de França (Essonne)           | Dourdan                                                        |
| Ilha de França (Essonne)           | Draveil                                                        |
| Ilha de França (Essonne)           | Étampes                                                        |
| Ilha de França (Essonne)           | Marcoussis (National Rugby Centre)                             |
| Ilha de França (Essonne)           | Massy                                                          |
| Ilha de França (Essonne)           | Montgeron                                                      |
| Ilha de França (Essonne)           | Palaiseau                                                      |
| Ilha de França (Essonne)           | Vigneux-sur-Seine                                              |
| Ilha de França (Essonne)           | Évry-Courcouronnes                                             |
| 23 de julho                        |                                                                |
| Ilha de França (Yvelines)          | Les Mureaux                                                    |
| Ilha de França (Yvelines)          | Mantes-la-Ville                                                |
| Ilha de França (Yvelines)          | Poissy                                                         |
| Ilha de França (Yvelines)          | Rambouillet                                                    |
| Ilha de França (Yvelines)          | Saint-Germain-en-Laye                                          |
| Ilha de França (Yvelines)          | Saint-Quentin-en-Yvelines (Le Golf National)                   |
| Ilha de França (Yvelines)          | Saint-Rémy-lès-Chevreuse                                       |
| Ilha de França (Yvelines)          | Palácio de Versalhes                                           |
| Ilha de França (Yvelines)          | Versalhes                                                      |
| 24 de julho                        |                                                                |
| Ilha de França (Altos do Sena)     | Asnières-sur-Seine                                             |
| Ilha de França (Altos do Sena)     | Boulogne-Billancourt                                           |
| Ilha de França (Altos do Sena)     | Châtenay-Malabry                                               |
| Ilha de França (Altos do Sena)     | Clamart                                                        |
| Ilha de França (Altos do Sena)     | Colombes (Stade Yves-du-Manoir)                                |
| Ilha de França (Altos do Sena)     | Courbevoie                                                     |
| Ilha de França (Altos do Sena)     | Gennevilliers                                                  |
| Ilha de França (Altos do Sena)     | Issy-les-Moulineaux                                            |
| Ilha de França (Altos do Sena)     | La Garenne-Colombes                                            |
| Ilha de França (Altos do Sena)     | Le Plessis-Robinson                                            |
| Ilha de França (Altos do Sena)     | Marnes-la-Coquette (Haras de Jardy)                            |
| Ilha de França (Altos do Sena)     | Meudon                                                         |
| Ilha de França (Altos do Sena)     | Rueil-Malmaison                                                |
| Ilha de França (Altos do Sena)     | Sceaux                                                         |
| Ilha de França (Altos do Sena)     | Suresnes                                                       |
| Ilha de França (Altos do Sena)     | Sèvres                                                         |
| Ilha de França (Altos do Sena)     | Vaucresson                                                     |
| Ilha de França (Altos do Sena)     | Nanterre                                                       |
| 25 de julho                        |                                                                |
| Ilha de França (Seine-Saint-Denis) | Aubervilliers                                                  |
| Ilha de França (Seine-Saint-Denis) | Aulnay-sous-Bois                                               |
| Ilha de França (Seine-Saint-Denis) | Bagnolet                                                       |
| Ilha de França (Seine-Saint-Denis) | Bobigny                                                        |
| Ilha de França (Seine-Saint-Denis) | Bondy                                                          |
| Ilha de França (Seine-Saint-Denis) | Drancy                                                         |
| Ilha de França (Seine-Saint-Denis) | Les Lilas                                                      |
| Ilha de França (Seine-Saint-Denis) | Les Pavillons-sous-Bois                                        |
| Ilha de França (Seine-Saint-Denis) | Livry-Gargan                                                   |
| Ilha de França (Seine-Saint-Denis) | Montreuil                                                      |
| Ilha de França (Seine-Saint-Denis) | Neuilly-sur-Marne                                              |
| Ilha de França (Seine-Saint-Denis) | Noisy-le-Grand                                                 |
| Ilha de França (Seine-Saint-Denis) | Noisy-le-Sec                                                   |
| Ilha de França (Seine-Saint-Denis) | Pantin                                                         |
| Ilha de França (Seine-Saint-Denis) | Pierrefitte-sur-Seine                                          |
| Ilha de França (Seine-Saint-Denis) | Romainville                                                    |
| Ilha de França (Seine-Saint-Denis) | Sevran                                                         |
| Ilha de França (Seine-Saint-Denis) | Stains                                                         |
| Ilha de França (Seine-Saint-Denis) | Tremblay-en-France                                             |
| Ilha de França (Seine-Saint-Denis) | Canal de l'Ourcq                                               |
| Ilha de França (Seine-Saint-Denis) | Paris Aquatic Centre                                           |
| Ilha de França (Seine-Saint-Denis) | La Courneuve                                                   |
| 26 de julho                        |                                                                |
| Ilha de França (Paris)             | Rio Sena                                                       |
| Ilha de França (Paris)             | Torre Eiffel                                                   |
| Ilha de França (Paris)             | Trocadéro                                                      |
| Ilha de França (Paris)             | Museu do Louvre                                                |